# Uranmarca (distrito)
O Distrito peruano de Uranmarca é um dos oito distritos que formam a Província de Chincheros, situada no Apurímac, pertencente a Região Apurímac, Peru.

## Transporte
O distrito de Uranmarca é servido pela seguinte rodovia:
- AP-105, que liga a cidade de Santa Maria de Chicmo ao distrito [2][3][4]